# Jean-Jacques Guissart
Pour les articles homonymes, voir Guissart.
Jean-Jacques Guissart est un rameur français né le 5 août 1927 à Nogent-sur-Marne et mort le 14 septembre 2008 à Cannes. 

## Biographie
Jean-Jacques Guissart dispute avec Marc Bouissou, Pierre Blondiaux et Roger Gautier l'épreuve de quatre sans barreur aux Jeux olympiques d'été de 1952 à Helsinki, où il  remporte la médaille d'argent.
Son frère René Guissart est aussi un rameur, médaillé de bronze aux Jeux olympiques d'été de 1956.